# Voivodato di Częstochowa

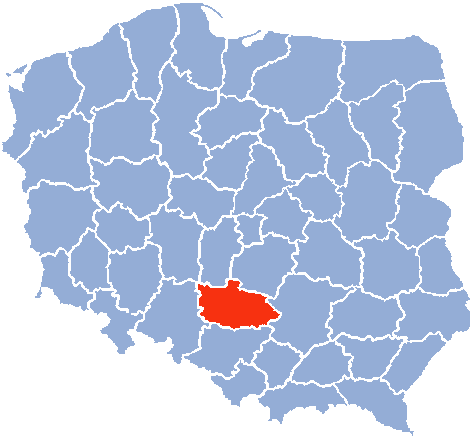
Voivodato di Częstochowa

Il voivodato di Częstochowa (in polacco: województwo częstochowskie) era un'unità di divisione amministrativa e governo locale della Polonia tra gli anni 1975 e 1998. È stato sostituito dal voivodato della Slesia.
La città capitale era Częstochowa (259 500 abitanti), mentre tra le altre città importanti ci sono Myszków (34.000) abitanti e Lubliniec (26.900 abitanti).